# Конфуцианские святыни в Цюйфу
Конфуцианские святыни в Цюйфу — три конфуцианские святыни («Цюйфу сань Кун»), расположенные на территории современного города Цюйфу (провинция Шаньдун), на месте которого находилась столица царства Лу, родины Конфуция. К ним относятся: храм поклонения Конфуцию — Кунмяо (Храм Конфуция), родовая усадьба Конфуция и его потомков — Кунфу (Усадьба Кунов) и кладбище рода Кун — Кунлинь («Лес Кунов»). В 1994 году храм, усадьба и кладбище Конфуция были занесены ЮНЕСКО в Список мирового культурного наследия.

## Храм Конфуция
Храм Конфуция — место посвящённых учителю жертвоприношений императоров — был построен в 478 году до нашей эры (на второй год после кончины Конфуция), первоначально он имел три зала.
Претерпевая постоянную перестройку, окончательный облик храмовый ансамбль приобрел в эпоху Мин (1368—1644), впоследствии пострадал во время пожара, но был восстановлен в 1725 году по указу цинского императора Юнчжэна. На сегодняшний момент храм занимает 218 тысяч м², состоит из 9 дворов, соединённых между собой многочисленными воротами и павильонами, насчитывает 466 отдельных помещений, имеет 54 мемориальные арки. За всю историю Кунмяо в Цюйфу 11 императоров 19 раз приезжали сюда для совершения жертвоприношений духу «совершенномудрого».
Храм построен по принципу императорского дворца, главные сооружения которого расположены на центральной оси, ориентированной с юга на север, вспомогательные — выстроены симметрично, по левой и правой сторонам. Сам храм занимает строго прямоугольную площадь, обнесенной общей стеной из красного кирпича. В основе композиции принцип наращивания масштабности архитектурных сооружений, разделенных квадратными дворами и постепенно увеличивающихся по мере приближения к центральному, самому высокому зданию. Дворы вымощены каменными плитами. На территории храма высится целый лес каменных стел (более 2100), покрытых текстами, прославляющими Конфуция. Несколько десятков из них установлены на черепахах-пьедесталах. Здесь сохранилась и реликвия, связанная с жизнью Конфуция, — древний колодец дома Кунов.
Главным строением храмового ансамбля, расположенным по оси север — юг, является «Дачэндянь» (Дворец Великого свершения/Великих свершений). Это сооружение с наибольшим числом ярусов, красными стенами и крышей, покрытой ярко-жёлтой глазурованной черепицей. Он имеет 34 метра в длину, ширина его с востока на запад составляет 54 метра. В центре зала установлена статуя Конфуция, справа и слева от него — статуи его учеников и последователей. Перед павильоном — платформа высотой 2 м, это — алтарь, на котором чиновники во все эпохи совершали ритуал жертвоприношений Конфуцию. С восточной и западной сторон павильона «Дачэндянь» расположен ряд построек, где хранятся поминальные таблички 156 знаменитых последователей конфуцианского учения всех эпох. Перед дворцом находится павильон, в центре которого стоит беседка XI века, именуемая Синтань («Абрикосовый алтарь»). По преданию, здесь Конфуций проводил занятия с учениками.
В восточном приделе храма находится воссозданный дом самого Конфуция — простая небольшая крестьянская усадьба, которую построили именно там, где в древности действительно стоял дом Конфуция.
Также на территории храмового комплекса находятся: павильон «Цаншулоу» («Хранилище книг»), павильон «Шэнцзидянь» («Деяния Совершенномудрого»), павильон «Куйвэньгэ» («Великие сочинения»), беседка «Юйбэйтин» («Стела высочайших указаний»), храм «Цишэнсы», посвящённый родителям Конфуция.
По своим масштабам этот архитектурный ансамбль уступает лишь императорскому Дворцу Гугун.

## Усадьба Конфуция
Усадьба Конфуция площадью в 160 тыс. м² находится к востоку от Храма Конфуция и состоит из 480 помещений. В ней проживали потомки старшего внука по прямой линии наследников Конфуция.
В 195 году до н. э. потомки Конфуция получили от императора первый титул. С того времени род Конфуция стал пользоваться бесчисленными почестями. В 1055 году император Жэнь-цзун пожаловал потомку Конфуция в 46-м поколении титул «Яньшэн-гун» — «продолжатель рода из поколения в поколение», и с этого времени имение превратилось в подлинно дворцовый ансамбль. Этот титул передавался в роду Конфуция вплоть до 1935 года, когда его обладателем был потомок Конфуция в 77-м поколении. Обладателю титула «Яньшэн-гун» вменялось совершать жертвоприношения Конфуцию и быть продолжателем рода. В истории Китая не было ни одного рода, который бы свыше 1000 лет неизменно пользовался таким высоким общественным положением, как род Конфуция.
Согласно правилам рода, чтобы следовать ритуалу жертвоприношений Конфуцию, потомки старшего внука по прямой линии наследования должны были из поколения в поколение жить в усадьбе Конфуция в уезде Цюйфу. Главные сооружения располагаются неизменно на центральной оси с юга на север и подразделяются на восточную, западную и центральную части. В восточной части находятся родовой дом и мастерские, западная часть служила местом приема гостей и чтения трактатов, в центральной части находятся главные строения этого дворцового ансамбля: передняя часть — служебное помещение, задняя часть — жилой комплекс.

## Гробница Конфуция
На расстоянии 1 км к северу от усадьбы Конфуция, вне городской стены Цюйфу, находится Лес (или Роща) Конфуция. Это огромный парковый комплекс, являющийся родовым кладбищем рода потомков Конфуция (рода Кун). Здесь покоится прах самого Учителя и тысяч его потомков. В настоящее время на территории этого кладбища, площадь которого 2 км², насчитывается более 100 тыс. могил, 3600 надгробных камней, 200 статуй, 30 строений и более 5000 каменных стел с эпитафиями. Среди них выделяются захоронения «князей Яньшэнских» (Яньшэн-гун) — потомков Конфуция по старшей линии, занимавших роль феодальных правителей Цюйфу и глав рода Кун. Их могилы, как и захоронения некоторых других особо выдающихся членов рода Кун, отмечены мемориальными черепахами, стелами и каменными изваяниями людей и животных.
Это кладбище — самое древнее и большое родовое кладбище в мире.
У въезда на кладбище — большие ворота, охраняемые парой каменных львов. В центре кладбищенского Леса находится могила Конфуция. Могильный холм (высота 6 м, диаметр 12 м) насыпан в форме конского крупа: такая форма, согласно древней (эпоха Чжоу, XI—III вв. до н. э.) традиции, полагалась для насыпей над погребениями владетельных особ (князья чжу хоу, главы удельных владений). У холма располагаются две каменные плиты (стелы) с выгравированными надписями. На одной из них, выполненной в 1244 году, начертано: «Сюань шэн му» («Могила Совершенного мудреца»). На второй стеле (1443 год) воспроизводится принятый до XVI в. титул Конфуция «Да-чэн чжи-шэн вэнь-сюань-ван му» («Могила Царя, достигшего великими свершениями совершенной мудрости и совершенства в просвещённости»). Могила обнесена красной стеной, протяженность стены около 1 ли (0,5 км).
По правую руку от могилы Конфуция находится могила его сына, а с южной стороны — могила внука. В соответствии с правилами рода Конфуция, на этом кладбище запрещалось хоронить усопших следующих 4 категорий: не достигших 18 лет; приговоренных к смертной казни преступников; замужних женщин; монахов и монахинь.
К западу от могилы Конфуция находится комплекс строений, предназначенных для хранения поминальных табличек и отправления служб. К ним примыкают здание и стела, возведённые в память о хижине, где обитал ученик Конфуция Цзы-гун. Роща Конфуция представляет собой рукотворный парк, где растет более 20 тысяч деревьев, чей возраст насчитывает более 1000 лет, и 100 тысяч гигантских деревьев.